# Get Up My Soul
『Get Up My Soul』（ゲット・アップ・マイ・ソウル）は、スターダストレビュー29枚目のシングル。1996年4月25日に発売された。

## 収録曲
全作曲：根本要
1. Get Up My Soul
作詞：渡辺なつみ
編曲：スターダストレビュー・矢代恒彦
テレビ東京系『開運!なんでも鑑定団』エンディング･テーマ
2. Cassiopeia
（シリーズ・王様の一日〜THE DAY AT THE KINGDOM〜）
作詞：寺田正美
編曲：スターダストレビュー・光田健一
3. Get Up My Soul （Instrumental）